# Henri Hyvernat
Henri Eugène Xavier Louis Hyvernat, né le 30 juin 1858 à Saint-Julien-en-Jarret et mort le 30 mai 1941 à Washington, est un orientaliste franco-américain.

## Ouvrages
- Les actes des martyrs de l’Égypte tirés des manuscrits coptes de la Bibliothèque Vaticane et du Musée Borgia, 1886[2].
- Album de Paléographie Copte pour servir à l'Introduction paléographique des Actes des Martyrs de l'Égypte , 1891[3].